# تخلق تجددي

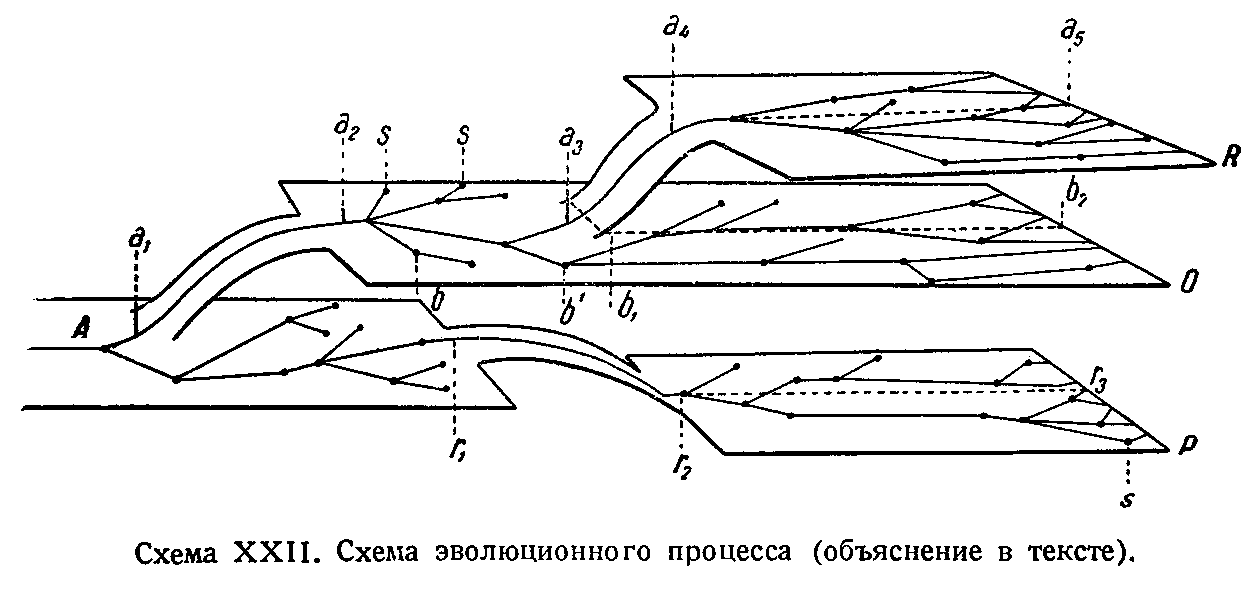

التخلق التجددي أو التطور الإرتقائي أو تجدد الأنسجة (بالإنجليزية: Anagenesis)‏، ويعرف أيضًا «بالتغير الشعبوي» (بالإنجليزية: phyletic change)‏، هو تطور نوع يشمل التجمع بأكمله. فبخلاف التخلق التفرعي، التخلق التجددي ليس بحدث تفرعي. فقد ينفرد نوع جديد عن النوع السلفي عندما يحدث به كمٌ كافٍ من الطفرات ومن ثم تتثبت بالتجمع، بحيث تجعله يتمايز جذريًا عن النوع السلفي. النقطة الأساسية هنا هي أن التجمع بأكمله يكون مختلفًا عن التجمع الأصلي، إذ يمكن أن يعد التجمع الأصلي منقرضًا. سلسلة الأنواع التي تتخلق تجدديًا مجتمعة تسمى سلالة تطورية.

## فرضيات
تقول إحدى الفرضيات أنه أثناء حدوث الانتواع في التخلق التجددي، فإن التجمعات الأصلية تزداد بسرعة، ثم تحقق تنوعا جينيا على فترات متباعدة من الزمن بفعل الطفرات وإعادة التراكب في بيئة مستقرة. تؤثر العوامل الأخرى كالانتقاء والانجراف الجيني بشكل كبير أيضا على الجينات والصفات الفيزيائية التي تميز النوع عن سابقه.

## تطويرات
يتضمن تعريف بديل مطروح حول التخلق التجددي وجود علاقات سلالية بين أصانيف محددة مع أصنوف أو أصنوفات أخرى متصلة بفرع من الشجرة التطورية. عندما ننظر إلى الأصل التطوري، فإننا نجد آليتين قيد العمل. تحدث الأولى عندما تتغير المعلومات الجينية. وذلك يعني أنه وبمرور الوقت فإن الجينوم يختلف بشكل كاف وكذلك الطريقة التي تتداخل بها جينات الأنواع مع بعضها البعض أثناء مرحلة التطور. يمكن اعتبار التخلق التجددي على أنه عمليات انتقاء جنسي وطبيعي، وتأثير للانحدار الجيني على الأنواع المتطورة بمرور الزمن. أما العملية الثانية فهي الانتواع، وهو مرتبط عن قرب بالتخلق التفرعي. ينطوي الانتواع على فصل فعلي للأنسال إلى نوعين أو أكثر، وذلك من نوع أصلي محدد. يمكن النظر إلى التخلق التفرعي كفرضية مشابهة للتخلق التجددي، لكن مع فارق أن الأول يشمل الانتواع في آلياته. يمكن تحقيق التنوع على مستوى النوع عبر التخلق التجددي. من خلال البيانات التي تم جمعها، عُثر على واحد أو اثنين فقط من أشباه البشر الأوائل في حالة اقتراب نسبي من مدى عصر البليو-بليستوسين.
يشير التخلق التجددي إلى أن التغيرات التطورية يمكن أن تحدث لنوع ما عبر الزمن وبدرجة كافية لأن تُعتبر الكائنات الناتجة أنواعا مختلفة، لا سيما في حال غياب الأحافير التي توثق التحول التدريجي من نوع إلى الآخر. وهذا على العكس من التخلق التفرعي –أو الانتواع بمعنى ما– الذي ينقسم إثره تجمع حيوي إلى اثنين أو أكثر من المجموعات المنعزلة إنجابيا، والتي تراكم بدورها ما يكفي من الاختلافات لتصبح أنواعا مميزة. تقترح نظرية التوازن النقطي أن التخلق التجددي نادر وأن معدل التطور يكون في أقصى سرعة له مباشرة بعد حدوث انتقسام سيؤدي إلى تخلق تفرعي، لكنه لا يلغي التخلق التجددي بشكل كامل. يعتبر التمييز بين التخلق التجددي والتخلق التفرعي وثيق الصلة بشكل خاص بالسجل الأحفوري، حيث يجعل الحفاظ المحدود زمانا ومكانا على الحفريات من الصعب التفرقة بين التخلق التجددي والتخلق التفرعي الذي يستبدل فيه نوع نوعا آخر، أو عند حدوث أنماط هجرة أو نزوح جغرافي بسيط. تبحث الدراسات التطورية الحديثة في التخلق التجددي والتفرعي لإيجاد إجابات محتملة حول تطور شجرة أشباه البشر النوعي، وذلك لفهم التنوع المورفولوجي وأصل الأسترالوبيتك أنامنسيس، وأن توضح على الأرجح في هذه الحالة التخلق التجددي في السجل الأحفوري.